# College Rhythm
Pour plus de détails, voir Fiche technique et Distribution.
College Rhythm est un film américain réalisé par Norman Taurog, sorti en 1934.

## Synopsis
La star du football universitaire arrogant Francis Finnegan a un œil sur la séduisante Gloria van Dayham, tout comme son rival, Larry Stacey. Francis obtient un emploi dans un grand magasin appartenant au père de Stacey, où la vendeuse June Cort développe une attirance pour lui. Finnegan propose que le magasin de Stacey parraine une équipe de football, ce qui pousse le propriétaire du magasin rival Whimple à faire de même. Pendant ce temps, la pom-pom girl en chef de l'équipe, Mimi, tombe amoureuse de la mascotte de l'équipe, Joe, et tout le monde s'associe avec le partenaire idéal après le grand match.

## Fiche technique
- Titre : College Rhythm
- Réalisation : Norman Taurog
- Scénario : George Marion Jr., Walter DeLeon, John McDermott et Francis Martin
- Photographie : Ted Tetzlaff et Leo Tover
- Montage : Edward Dmytryk et LeRoy Stone
- Société de production : Paramount Pictures
- Pays d'origine : États-Unis
- Format : Noir et blanc - 1,37:1 - Mono
- Genre : comédie romantique
- Date de sortie : 1934

## Distribution
- Joe Penner : Joe
- Jack Oakie : Francis J. Finnegan
- Lanny Ross : Larry Stacey
- Lyda Roberti : Mimi
- Helen Mack : June Cort
- George Barbier : John P. Stacey
- Mary Brian : Gloria Van Dayham
- Franklin Pangborn : Peabody
- Robert McWade : Herman Whimple
- Dean Jagger : Coach Robbins